# Хёэр
Хёэр (швед. Höör) — город (tätort) на юге Швеции. Центр одноимённой коммуны в составе лена Сконе. Численность населения — 12 976 человек (2020).

## География
Город расположен в 55 км (по автодороге) к северо-востоку от Мальмё. Ближайший город — Хёрбю (14 км).

## История
Приход Хёэр впервые упоминается в 1330-х годах, когда название было написано как Хорг (швед. Horgh). В 1510-х годах здесь находились 6 ферм, населённый пункт носил название Хёрри (швед. Hörrie). В 1746 году Хёэр был самой большой деревней в приходе с 19 дворами.

## Население
| 1900 | 1960  | 1965  | 1970  | 1975  | 1980  | 1990  | 1995  | 2000  | 2005  | 2010  | 2015   | 2020   |
| ---- | ----- | ----- | ----- | ----- | ----- | ----- | ----- | ----- | ----- | ----- | ------ | ------ |
| 904  | 3 357 | 3 765 | 4 166 | 5 168 | 5 833 | 6 643 | 7 215 | 7 176 | 7 379 | 7 865 | 12 152 | 12 976 |

## Достопримечательности[10][11]
- Церковь Хёэра. Построена во второй половине 12 века. Впоследствии несколько раз частично перестраивалась.

- Зоопарк Сконе, расположен в 4 км к северу от города. Специализируется на животных скандинавской фауны.